# Frederick Rese
Frederick Rese (ou Resé), né le 6 février 1791 à Vienenburg (évêché de Hildesheim) et mort le 29 décembre 1871 à Hildesheim, est un évêque catholique américain d'origine allemande. Il est le premier évêque catholique du nouveau diocèse de Détroit de 1833 jusqu'à sa mort.

## Biographie

### Jeunesse et formation
Frederick Rese est né en 1791 dans une famille pauvre à Vienenburg dans l'évêché de Hildesheim, à ce temps un État du Saint-Empire romain. Il perd ses parents durant son enfance et est élevé avec ses frères et sœurs par ses grands-parents.
Après avoir suivi un apprentissage pour devenir tailleur, il entre dans l'armée comme conscrit en 1813-1814 et sert dans la cavalerie du royaume de Hanovre durant la campagne d'Allemagne. En 1815, il participa à la bataille de Waterloo sous les ordres du feld-maréchal prussien Blücher.
À la fin de son service militaire, Frederick Rese entre au séminaire à Rome. Il effectue ses études ecclésiastiques au collège missionnaire de Propaganda Fide, spécialisé dans la formation du clergé missionnaire et des étudiants venant des territoires dits de mission. Il y fait la connaissance de Giovanni Maria Mastai Ferretti, le futur pape Pie IX dont il sert la première messe après son ordination.

### Missionnaire
Après avoir été ordonné prêtre le 15 mars 1823, Frederick Rese est envoyé comme missionnaire en Afrique. Il revient en Allemagne en 1824 en raison de problèmes de santé.
Il rencontre en Europe Edward Fenwick, premier évêque de Cincinnati aux États-Unis, à la recherche de prêtres et de missionnaires pour son diocèse. Frederick Rese l'accompagne à son retour sur le continent américain.
Il devient le premier prêtre d'origine allemande de ce diocèse qui couvrait à l'époque les États actuels de l'Ohio, du Michigan et du Wisconsin. Edward Fenwick lui donne la charge des catholiques allemands de Cincinnati. Frederick Rese apprend également l'anglais.
En 1829, il retourne en Europe et notamment à Rome pour demander la venue d'autres missionnaires allemands dans la région du Nord-Ouest des États-Unis ainsi qu'une assistance financière. Frederick Rese participe à Vienne à la création de la société Léopoldine, qui levait des fonds et encourageait l'émigration aux États-Unis. 
Edward Fenwick fait de Frederick Rese son vicaire-général pour les États du Michigan et du Wisconsin. Il effectue également des visites auprès des Amérindiens vivant sur le territoire du diocèse.
À la mort de l'évêque de Cincinnati en 1832, Frederick Rese devient administrateur du diocèse.

### Évêque de Détroit

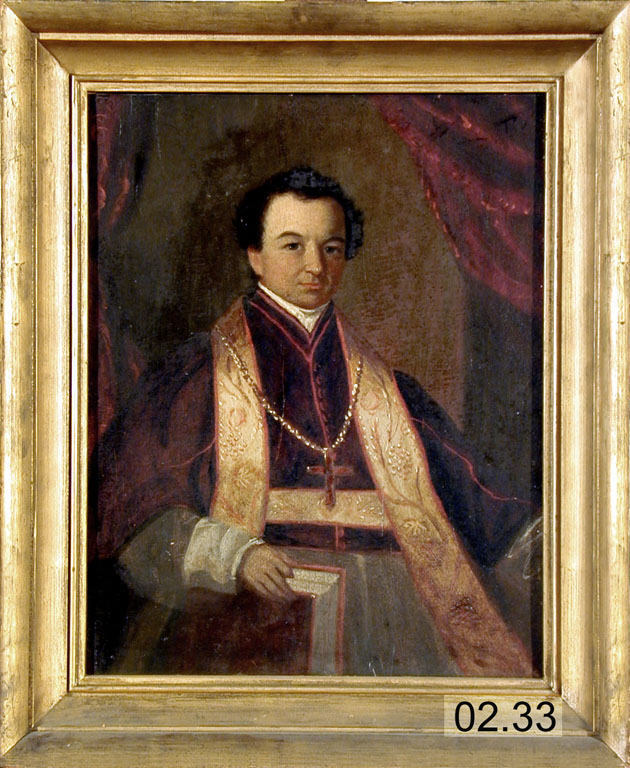
Portrait de Frederick Rese par William Heatley Wilder (1837)

En 1833, Détroit, qui était jusqu'ici rattaché au diocèse de Cincinnati, est érigé en siège épiscopal par le pape Grégoire XVI. Frederick Rese en est nommé évêque. Il est consacré par l'évêque de Saint Louis Joseph Rosati le 6 octobre 1833. Rese devient ainsi le premier immigré d'origine allemande à devenir évêque aux États-Unis.  
Après plusieurs mois de préparation, Frederick Rese se rend à Détroit le 7 janvier 1834. La ville compte à l'époque une seule église, Sainte-Anne de Détroit, fondée par des colons français en 1701 et deuxième paroisse la plus ancienne des États-Unis. Frederick Rese en fait sa cathédrale.
Frederick Rese négocie avec la corporation des marguillers de Sainte-Anne qui possédait de vastes terrains dans le centre de Détroit et obtient de celle-ci un bail de 999 ans pour établir dès 1834 une nouvelle église pour les catholiques de langue anglaise consacrée à la Trinité. Il fonde également un collège et un couvent dans la ville.
En 1837, le nouveau diocèse compte 30 prêtres pour une population d'environ 24 000 personnes, dont 3 000 Amérindiens, 8 000 immigrés d'origine anglaise, irlandaise et allemandes et 13 000 d'origine française. Frederick Rese abdique sa charge épiscopale cette même année en raison de problèmes de santé mentale mais conserve jusqu'à sa mort le titre d'évêque de Détroit.

### Retour en Europe
Après s'être installé à Baltimore, Frederick Rese quitte les États-Unis en 1839 et se rend à Rome auprès du pape pour rendre compte des raisons de sa démission. Il y réside jusqu'en 1849, puis s'établit à partir de 1856 en Allemagne. 
Il meurt le 30 décembre 1871 dans la ville de Hildesheim dans la province de Hanovre.